# Artistklubben
Artistklubben är ett opublicerat drama av Anne Charlotte Leffler, skrivet 1882. Manuskriptet till dramat finns bevarat i två olika versioner i Kungliga biblioteket i Stockholm.

## Handlingen
En ung fru sitter och funderar på vad hon ska roa sig med på kvällen då hon får besök av sin vän Gurli Åberg (spelad av skådespelaren med samma namn). Åberg berättar att hon blivit invald i Artistklubben och att de ska gå på årsfesten samma kväll. Svägerskan i huset ogillar att frun umgås med en skådespelare. Mannen i huset vill på inga villkor gå in i Artistklubben eftersom där är så tråkigt. Åberg övertalar frun om att gå dit eftersom hon där ska få träffa en ung, stilig skådespelare. När till slut aktör Hamrin blandar sig i låter sig sällskapet övertygas om att allesamman gå till klubben.

### Fotnoter
1. ↑  ”Anne Charlotte Lefflers papper”. Arken. Kungliga Biblioteket. Arkiverad från originalet den 4 juli 2019. https://web.archive.org/web/20190704203143/https://arken.kb.se/SE-S-HS-L4. Läst 30 november 2012.
2. ↑  ”Blekingeposten 7 mars 1882”. Kungliga biblioteket. https://tidningar.kb.se/2656330/1882-03-07/edition/146134/part/1/page/1/?newspaper=BLEKINGSPOSTEN&from=1882-01-01&to=1882-12-31. Läst 30 november 2012.